# Malena Ernman
Malena Ernman, née Sara Magdalena Ernman le 4 novembre 1970 à Uppsala (Suède), est une chanteuse d'opéra mezzo-soprano lyrique suédoise. 
Outre l'opéra, elle a exploré d'autres univers : le cabaret, la comédie musicale, le jazz, le lied ou la pop. En 2009, elle représente la Suède au Concours Eurovision de la chanson avec le titre La Voix.
Elle est la mère de Greta Thunberg, militante écologiste suédoise qui lutte contre le réchauffement climatique.

## Biographie

### Famille
Malena Ernman et l'acteur Svante Thunberg ont deux filles Beata Thunberg et la militante pour le climat Greta Thunberg. Ses deux filles étant diagnostiquées, elle écrit un ouvrage consacré à l'autisme et au trouble du déficit de l'attention.

### Carrière

#### Formation classique
Malena Ernman a étudié au conservatoire à rayonnement départemental d'Orléans et au collège universitaire d'opéra à Stockholm où elle a obtenu en décembre 1997, son diplôme. Elle est également diplômée, en juin 1998, de l'École royale supérieure de musique de Stockholm. 
Ses premiers grands rôles (La femme de La Voix humaine de Francis Poulenc, Kaja de Staden de Sven-David Sandström ou encore Rosina dans Le Barbier de Séville de Gioachino Rossini) la font remarquer. Elle se produit sur les plus grandes scènes européennes comme La Monnaie à Bruxelles, le Théâtre national de l'Opéra-Comique, le Théâtre des Champs-Élysées à Paris ou le Staatsoper Unter den Linden à Berlin.

#### Eurovision 2009

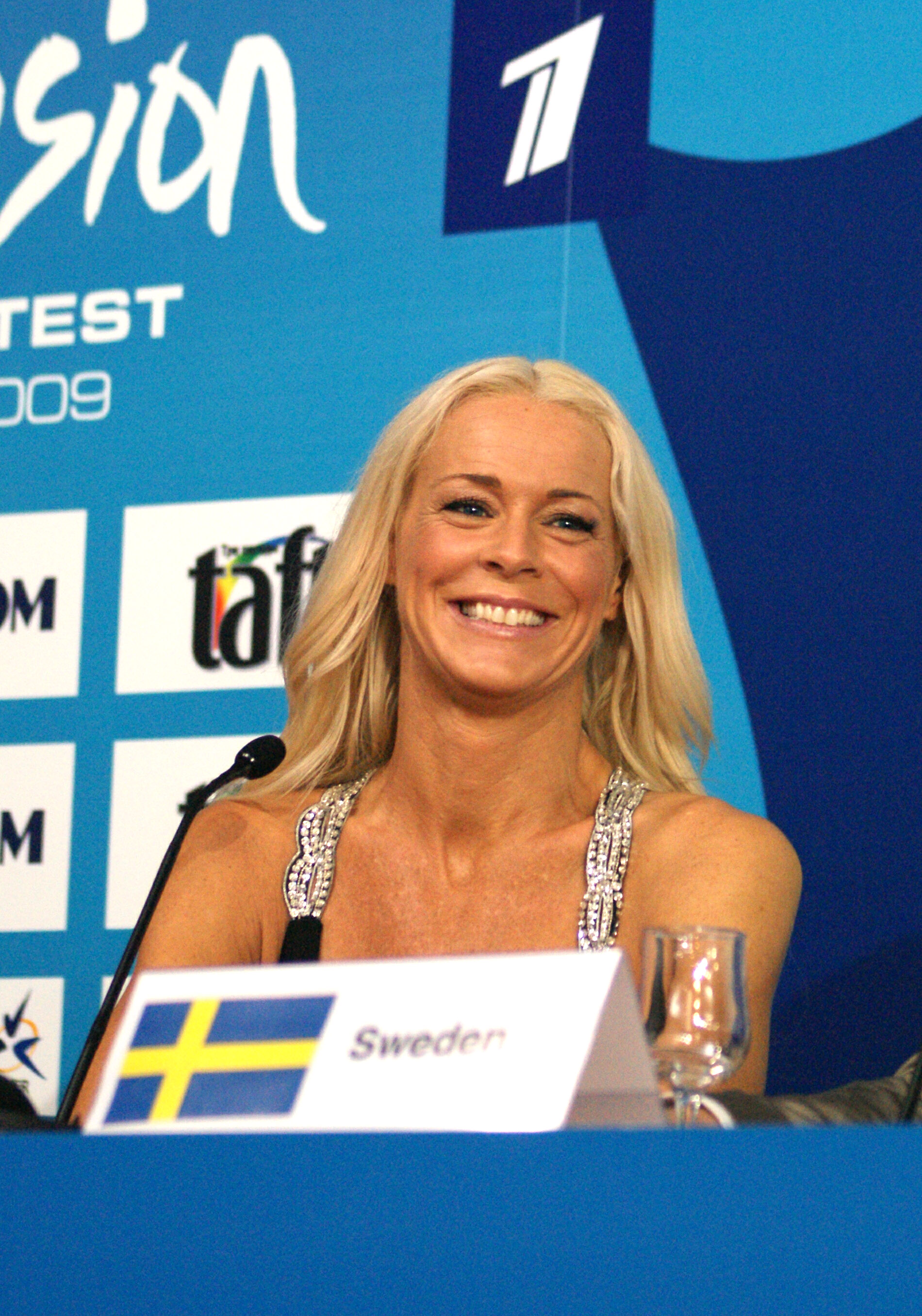
Malena Ernman en mai 2009 lors de sa participation au Eurovision à Moscou.

Le 14 mars 2009, Malena Ernman remporte la finale de la sélection nationale suédoise Melodifestivalen avec le titre La Voix. Elle a coécrit les paroles de la chanson, en anglais et en français, avec Fredrik Kempe qui en a également composé la musique. Elle se qualifie pour le Concours Eurovision de la chanson 2009 qui se déroule en mai à Moscou (Russie).
Le 12 mai, elle participe à la première demi-finale. Elle se classe 4e sur 18 pays et se qualifie pour la finale. Pour la première fois la chanson représentant la  Suède à l'Eurovision contient des paroles en français. Le 16 mai, au terme du vote de tous les pays, elle se classe 21e sur les 25 pays participants.
Son double CD intitulé La Voix du Nord, sorti le 1er juillet 2009, réunit des airs célèbres d'opéras et des chansons du genre pop, dont le titre La Voix.

## Rôles sélectifs
- 2000 : Nerone - Agrippina (Händel)
- 2003 : Diana - La Calisto (Cavalli)
- 2003 : Lichas - Hercules (Händel)
- 2005 : Julie - Julie (Philippe Boesmans)
- 2007 : Cherubino - Le Nozze di Figaro (Mozart)
- 2008 : Dido - Didon et Énée (Henry Purcell)
- 2009 : Angelina - La Cenerentola (Rossini)
- 2010 : Idamante - Idomeneo, re di Creta (Mozart)
- 2010 : Ino - Semele (Händel)
- 2010 : Nicklausse - Les contes d'Hoffmann (Offenbach)
- 2011 : Eduige - Rodelinda (Händel)
- 2011 : Serse - Xerxes (Händel)
- 2012 : Elena - La donna del lago (Rossini)

## Discographie

### Albums
- 1994 : Symphony no 2 : St Florian (Bis records)
- 1995 : Schnittke: Requiem/Górecki: Miserere (Caprice)
- 1996 : Vocal works : madrigals, mysteries, aventures, songs (Sony)
- 1996 : Ligeti: Vocal Works (Ligeti Edition)
- 1999 : Male Choruses/Schubert (Distrib. Codaex France)
- 2000 : Svenska Romanser (CDA)
- 2000 : Naive (KMH)
- 2001 : Cabaret songs (Bis records) [3]
- 2003 : My Love (Bis Records)[4]
- 2003 : Songs in season (Nytorp Musik)
- 2005 : Julie: opéra en un acte (Kastafior)
- 2007 : Cello Concerto / Nachtgesange / Intrada ... (Col Legno)
- 2009 : La Voix du Nord
- 2010 : Santa Lucia: En klassisk Jul
- 2011 : Opera di Fiori

### Single
- La Voix

Classement (single):  Suède 2e,   Finlande 19e,  Norvège 20e,  Belgique 27e (Ultratop).

### DVD
- 2003 : J. Strauss II - Die Fledermaus - Glyndebourne
- 2005 : Boesmans - Julie
- 2005 : Handel - Hercules
- 2009 : Purcell - Dido and Aeneas